# Manchester Museum
Het Manchester Museum is het grootste universiteitsmuseum van het Verenigd Koninkrijk en huisvest de archeologische, antropologische en natuurhistorische collecties van de Universiteit van Manchester. Het museum ontvangt jaarlijks ongeveer 430.000 bezoekers. 

## Geschiedenis
De eerste collecties van het museum werden samengesteld door de Manchester Society of Natural History (Nederlands: Natuurhistorische Vereniging van Manchester), opgericht in 1821. De basis werd gelegd met de aankoop van de verzameling van fabrikant John Leigh Philips.
In 1835 richtte de vereniging een museum op in Peter Street. In 1850 werden de collecties van de Manchester Geological Society (Geologische Vereniging van Manchester) aan de verzameling toegevoegd.
In 1860 raakten beide verenigingen in financiële moeilijkheden. Op verzoek van de evolutionair bioloog Thomas Huxley nam Owens College, tegenwoordig de Universiteit van Manchester, in 1867 het beheer van de collecties over. Het museumgebouw in Peter Street werd in 1875 verkocht, en het museum verhuisde samen met Owens College naar een nieuw gebouwencomplex in Oxford Street.
Owens College gaf Alfred Waterhouse, de architect van het Natural History Museum in Londen, de opdracht een nieuw museum te ontwerpen op een terrein aan Oxford Road, dat toen nog Oxford Street heette. Het Manchester Museum werd in 1888 geopend voor het publiek. Destijds lagen de wetenschappelijke afdelingen van de universiteit direct naast het museum.
De eerste grote uitbreiding dateert uit 1912 en werd gefinancierd door textielfabrikant Jesse Haworth. Deze uitbreiding huisvestte de archeologische en Egyptologische collecties uit opgravingen die hij financieel had ondersteund. In 1927 volgde een nieuwe uitbreiding, bedoeld om de etnografische collecties van het museum onder te brengen. Toen het aangrenzende Universitair Tandheelkundig Ziekenhuis van Manchester naar een nieuwe locatie verhuisde, werd het oude gebouw in gebruik genomen door het museum.
Het Manchester Museum sloot op 29 augustus 2021 tijdelijk zijn deuren voor een grondige renovatie. Deze renovatie kostte £13,5 miljoen. Het vernieuwde museum omvat een uitbreiding van twee verdiepingen en meerdere nieuwe zalen. De nieuwe South Asia Gallery (Zuid-Aziëgalerij) is een samenwerking met het British Museum en is gewijd aan de Zuid-Aziatische cultuur. Het museum heropende op 18 februari 2023 en trok in de eerste week na de heropening 52.000 bezoekers. In 2025 werd het heropende museum uitgeroepen tot Europees Museum van het Jaar.
1977 Ironbridge Gorge ( Verenigd Koninkrijk) ·
1978 Schloss Rheydt ( Duitsland) ·
1979 Musée de la Camargue ( Frankrijk) ·
1980 Museum Catharijneconvent ( Nederland) ·
1981 Volkskundig museum van de Peloponnesos ( Griekenland) ·
1982 Musée d'art et d'histoire de Saint-Denis ( Frankrijk) ·
1983 Museum Sarganserland ( Zwitserland) ·
1984 Zuiderzeemuseum ( Nederland) ·
1987 Beamish: North of England Open Air Museum ( Verenigd Koninkrijk) ·
1988 Brandts Klædefabrik ( Denemarken) ·
1989 Sundsvalls museum ( Zweden) ·
1990 Écomusée de l'Avesnois à Fourmies ( Frankrijk) ·
1991 Leventis Museum ( Cyprus) ·
1992 Landesmuseum für Technik und Arbeit ( Duitsland) ·
1993 Alta Museum ( Noorwegen) ·
1994 Nationalmuseet ( Denemarken) ·
1995 Olympisch museum ( Zwitserland) ·
1996 Nationaal museum van de Roemeense boer ( Roemenië) ·
1997 Museum van Anatolische beschavingen ( Turkije) ·
1998 National Conservation Centre ( Verenigd Koninkrijk) ·
1999 Musée Français de la Carte à Jouer ( Frankrijk) ·
2000 Guggenheim Museum Bilbao ( Spanje) ·
2001 National Railway Museum ( Verenigd Koninkrijk) ·
2002 Chester Beatty Library ( Ierland) ·
2003 Victoria and Albert Museum ( Verenigd Koninkrijk) ·
2004 Museo Arqueologico Provincial de Alicante ( Spanje) ·
2005 Nederlands Openluchtmuseum ( Nederland) ·
2006 CosmoCaixa Barcelona ( Spanje) ·
2007 Deutsches Auswandererhaus ( Duitsland) ·
2008 KUMU ( Estland) ·
2009 Salzburg museum ( Oostenrijk) ·
2010 Ozeaneum ( Duitsland) ·
2011 Gallo-Romeins Museum ( België) ·
2012 Medina Azahara Museum ( Spanje) ·
2013 Riverside Museum ( Verenigd Koninkrijk) ·
2014 Het Museum van de Onschuld ( Turkije) ·
2015 Rijksmuseum Amsterdam ( Nederland) ·
2016 POLIN, Museum voor de Geschiedenis van de Poolse Joden ( Polen) ·
2017 Musée d'ethnographie de Genève ( Zwitserland) ·
2018 Design Museum ( Verenigd Koninkrijk) ·
2019 Rijksmuseum Boerhaave ( Nederland) ·
2020 Stapferhaus ( Zwitserland) ·
2021 Naturalis Biodiversity Center ( Nederland) ·
2022 Museum van de Geest/Het Dolhuys ( Nederland) ·
2023 L'Etno ( Spanje) ·
2024 Siida ( Finland) ·
2025 Manchester Museum ( Verenigd Koninkrijk)